# قائمة الحاصلين على جائزة أبيل
جائزة أبيل (بالإنجليزية: Abel Prize)‏ هي جائزة دولية تمنحها سنويًّا الجمعية الرياضياتية النرويجية، لواحد أو اثنين من علماء الرياضيات وقد استمدت اسمها من اسم العالم النرويجي نيلز هنريك أبيل. تُوصف هذه الجائزة بأنها جائزة نوبل للرياضيات لأن نوبل لا تُقدم جائزة للمساهمات العلمية في مجال الرياضيات. منافسة بذلك ميدالية فيلدز. تبلغ قيمة الجائزة 7.5 مليون كرونة نروجية (1 مليون دولار). وتعد من أكبر الجوائز التي تمنح في حقل الرياضيات بقيمتها المالية التي تصل إلى 800 ألف دولار سابقا، وفي عام 2008 وصلت قيمة الجائزة لأكثر من مليون دولار.
يعود تاريخ جائزة أبيل إلى عام 1899، عندما اقترح عالم الرياضيات النرويجي سوفوس لي تأسيسها عندما علم أن خطط ألفريد نوبل للجوائز السنوية لن تتضمن جائزة في الرياضيات. في عام 1902، أعلن الملك أوسكار الثاني ملك السويد والنرويج عن استعداده لتمويل جائزة الرياضيات لتكملة جوائز نوبل، ولكن لم يتم إنشاء الجائزة بسبب تفكك الاتحاد بين النرويج والسويد في عام 1905. استغرق الأمر ما يقرب من قرن من الزمن قبل أن يتم إنشاء الجائزة أخيرًا من قبل حكومة النرويج في عام 2001، وكان الغرض منها على وجه التحديد هو «منح علماء الرياضيات ما يعادل جائزة نوبل». يتم اختيار الفائزين من قبل لجنة أبيل، والتي يتم تعيين أعضائها من قبل الأكاديمية النرويجية للعلوم والآداب.
يقام حفل توزيع الجوائز في جامعة أوسلو، حيث منحت جائزة نوبل للسلام بين عامي 1947 و 1989. كما أنشأ مجلس جائزة أبيل ندوة أبيل، التي تديرها الجمعية الرياضياتية النرويجية.

## التاريخ

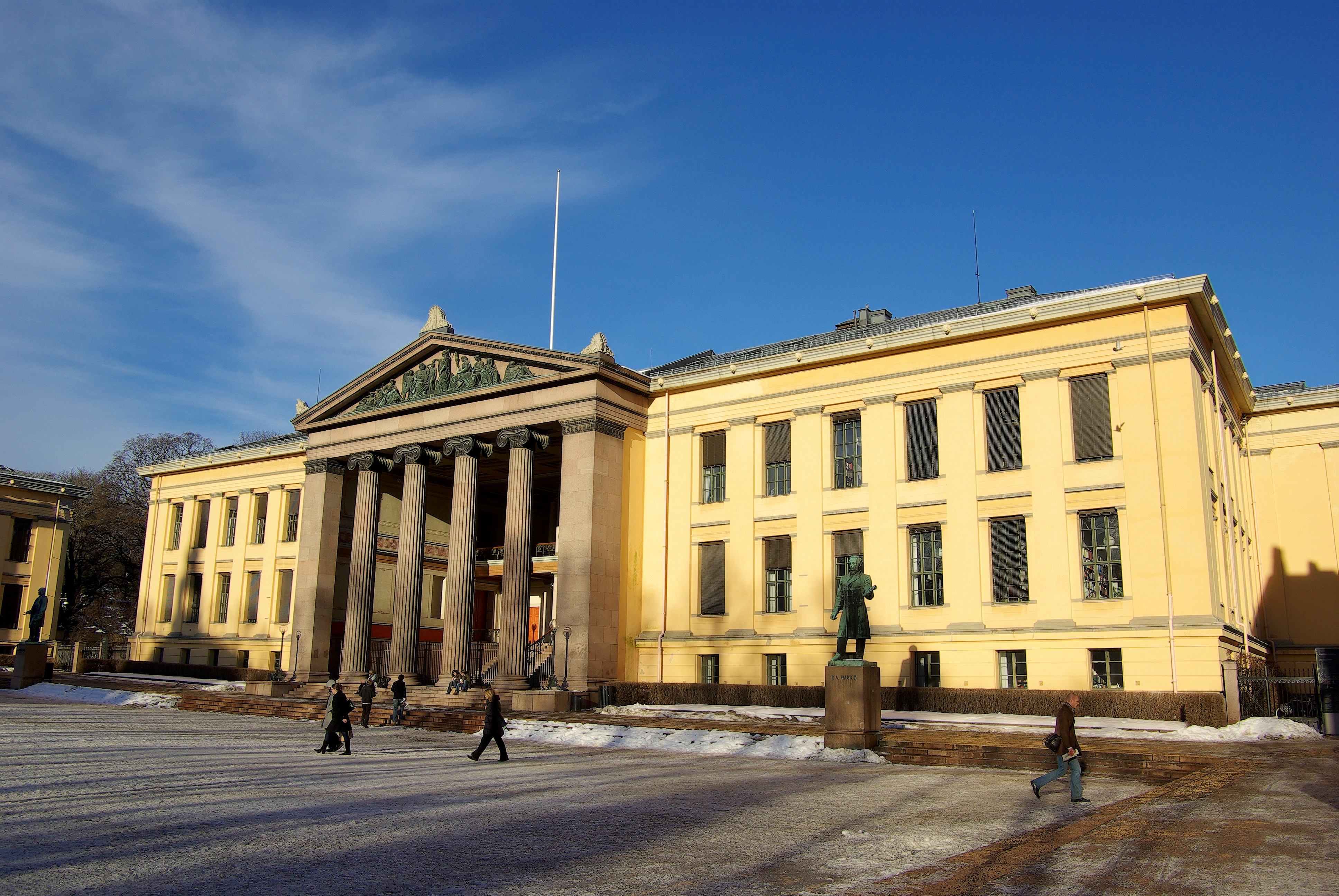
تُمنح الجائزة في ردهة مبنى دوموس ميديا التابع لكلية الحقوق بجامعة أوسلو، حيث كانت جائزة نوبل للسلام قد مُنحت سابقاً.

عُرضت هذه الجائزة لأول مرة في عام 1902 في الذكرى المائة لميلاد عالم الرياضيات نيلز هنريك أبيل. بداية في عام 1899، اقترح عالم الرياضيات النرويجي سوفوس لاي إنشاء جائزة أبيل عندما علم أن خطط ألفريد نوبل للجوائز السنوية لن تتضمن جائزة في الرياضيات. كان الملك أوسكار الثاني على استعداد لتمويل جائزة الرياضيات في عام 1902، ووضع علماء الرياضيات لودفيج سيلو وكارل ستورمر لوائح وقواعد للجائزة المقترحة. ومع ذلك، تضاءل نفوذ الاقتراح بعد وفاته، وانتهى حل الاتحاد بين السويد والنرويج في عام 1905 بفشل المحاولة الأولى لإنشاء جائزة أبيل.
وبعد أن ازداد الاهتمام بمفهوم الجائزة في عام 2001، تم تشكيل مجموعة عمل لإعداد اقتراح، تم تقديمه إلى رئيس وزراء النرويج في مايو. وفي أغسطس 2001، أعلنت الحكومة النرويجية أنه سيتم منح الجائزة ابتداء من عام 2002، في الذكرى المئوية الثانية لميلاد أبيل. تلقى أتل سيلبرغ جائزة أبيل في عام 2002، ولكن أول جائزة فعلية من أبيل تم منحها في عام 2003.

## معايير الاختيار والتمويل
يجوز لأي شخص تقديم ترشيح لجائزة أبيل، ومع ذلك، لا يُسمح بالترشيحات الذاتية. يجب أن يكون المرشح حيا؛ وإذا توفي الفائز بعد إعلان فوزه، سيتم منح الجائزة بعد وفاته. تعلن الأكاديمية النرويجية للعلوم والآداب الفائز بجائزة أبيل في شهر مارس بعد توصية من لجنة أبيل، التي تتكون من خمسة علماء رياضيات بارزين. يجوز لكل من النرويجيين وغير النرويجيين العمل في اللجنة. يتم انتخابهم من قبل الأكاديمية النرويجية للعلوم والآداب وترشيحهم من قبل الاتحاد الدولي للرياضيات والجمعية الرياضياتية الأوروبية.

### التمويل
قدمت الحكومة النرويجية للجائزة تمويلًا أوليًا بقيمة 200 مليون كرونة نرويجية (حوالي 21.7 مليون يورو) وذاك في عام 2001. في السابق، كان التمويل يأتي من مؤسسة أبيل، ولكن اليوم يتم تمويل الجائزة مباشرة من خلال الميزانية الوطنية. يتم التحكم في التمويل من قبل مجلس الإدارة، الذي يتكون من أعضاء تنتخبهم الأكاديمية النرويجية للعلوم والآداب.

## الحاصلون على الجائزة
| السنة | الفائز                    | الصورة                     | البلد                        | المؤسسة التعليمية                                          | السبب |
| ----- | ------------------------- | -------------------------- | ---------------------------- | ---------------------------------------------------------- | --- |
| 2003  | جان-بيير سير              | Jean-Pierre Serre          | فرنسا                        | كوليج دو فرانس                                             | "لعب دورا رئيسيا في تطوير بعض فروع الرياضيات بشكلها المعاصر في عدة مجالات منها الطوبولوجيا والهندسة الجبرية ونظرية الأعداد"                                       |
| 2004  | مايكل عطية                | Michael Atiya              | المملكة المتحدة              | جامعة إدنبرة جامعة كامبريدج                                | "لاكتشافهم وإثباتهم نظرية المؤشر، التي تجمع بين الطوبولوجيا والهندسة والتحليل، ودورها المتميز في بناء جسور جديدة بين الرياضيات والفيزياء النظرية"                 |
| 2004  | إيسادور سينغر             | Isadore Singer             | الولايات المتحدة             | معهد ماساتشوستس للتكنولوجيا جامعة كاليفورنيا في بركلي      | "لاكتشافهم وإثباتهم نظرية المؤشر، التي تجمع بين الطوبولوجيا والهندسة والتحليل، ودورها المتميز في بناء جسور جديدة بين الرياضيات والفيزياء النظرية"                 |
| 2005  | بيتر لاكس                 | Peter Lax                  | المجر / الولايات المتحدة     | معهد كورانت لعلوم الرياضيات                                | "لإسهاماته الرائدة لنظرية وتطبيقات المعادلة التفاضلية الجزئية وحساب حلولها"                                                                                       |
| 2006  | لينارت كارلسن             | Lennart Carleson           | السويد                       | المعهد الملكي للتكنولوجيا                                  | "لعمله على التحليل التوافقي ونظرية النظم الديناميكية السلسة" |
| 2007  | سرينيفاسا فراضان          | S. R. Srinivasa Varadhan   | الهند / الولايات المتحدة     | معهد كورانت لعلوم الرياضيات                                | "لمساهماته الأساسية في نظرية الاحتمالات وعلى وجه الخصوص لإنشاء نظرية الحقل الموحد لحساب الانحرافات الكبيرة"                                                       |
| 2008  | جون تومسون                | John Griggs Thompson       | الولايات المتحدة             | جامعة فلوريدا                                              | "لإنجازاتهم العميقة في الجبر وعلى وجه الخصوص لعملهم على تشكيل النظرية المعاصرة والتي تسمى نظرية الزمر"                                                            |
| 2008  | جاك تيتس                  | Jacques Tits               | بلجيكا / فرنسا               | كوليج دو فرانس                                             | "لإنجازاتهم العميقة في الجبر وعلى وجه الخصوص لعملهم على تشكيل النظرية المعاصرة والتي تسمى نظرية الزمر"                                                            |
| 2009  | ميخائيل ليونيدوفيش غروموف | Mikhail Leonidovich Gromov | روسيا / فرنسا                | معهد الدراسات العلمية المتقدمة معهد كورانت لعلوم الرياضيات | "لإسهاماته الثورية في مجال الهندسة" |
| 2010  | جون تايت                  | John Tate                  | الولايات المتحدة             | جامعة تكساس في أوستن                                       | "لمدى واستدامة تأثير عمله على نظرية الأعداد" |
| 2011  | جون ملنور                 | John Milnor                | الولايات المتحدة             | جامعة ستوني بروك                                           | "لاكتشافاته المبتكرة في مجالات الطوبولوجيا والهندسة والجبر" |
| 2012  | إندري ساماريدي            | Endre Szemeredi            | المجر / الولايات المتحدة     | معهد ألفريد ريني للرياضيات جامعة روتجرز                    | "لمساهماته الأساسية في الرياضيات المتقطعة وعلم الحاسوب النظري، وذلك تقديرا للأثر العميق والدائم لهذه المساهمات من ناحية نظرية الأعداد المضافة ونظرية إرجوديك"     |
| 2013  | بيار ديلين                | Pierre Deligne             | بلجيكا                       | معهد الدراسات المتقدمة                                     | "لمساهماته الأساسية في الهندسة الجبرية التي لها تأثيرات على نظرية الأعداد ونظرية التمثيل والمجالات ذات الصلة"                                                     |
| 2014  | إياكوف سيناي              | Yakov G Sinai              | روسيا / الولايات المتحدة     | جامعة برنستون معهد لانداو للفيزياء النظرية                 | "لمساهماته الأساسية في نظرية النظم التحريكية ونظرية إرجوديك والفيزياء الرياضية"                                                                                   |
| 2015  | جون فوربس ناش             | John Forbes Nash Jr.       | الولايات المتحدة             | جامعة برنستون                                              | "لمساهمتهما الكبرى في نظرية المُعادلات التفاضُليَّة الجُزئيَّة غير الخطية وتطبيقاتها في التحليل الهندسي"                                                                 |
| 2015  | لويس نبيرغ                | Louis Nirenberg            | كندا / الولايات المتحدة      | معهد كورانت لعلوم الرياضيات                                | "لمساهمتهما الكبرى في نظرية المُعادلات التفاضُليَّة الجُزئيَّة غير الخطية وتطبيقاتها في التحليل الهندسي"                                                                 |
| 2016  | أندرو وايلز               | Andrew Wiles               | المملكة المتحدة              | جامعة أوكسفورد                                             | "لإثباته مبرهنة فيرما الأخيرة عن طريق التخمين النمطي للمنحنيات الناقصية الإهليلجية، فتح حقبة جديدة في نظرية الأعداد"                                              |
| 2017  | إيف ماير                  | Yves Meyer                 | فرنسا                        | مدرسة الأساتذة العليا باريس-ساكلي                          | "لمساهماته الحاسمة في نظرية المويجات" |
| 2018  | روبرت لانجلاندس           | Robert Langlands           | كندا / الولايات المتحدة      | معهد الدراسات المتقدمة                                     | "لمساهماته في البرنامج البصري الذي يربط نظرية التمثيل بنظرية الأعداد"                                                                                             |
| 2019  | كارين يوهلينبيك           |                            | الولايات المتحدة             | جامعة تكساس في أوستن                                       | "لإنجازاتها الرائدة في المعادلات التفاضلية الجزئية الهندسية ونظرية المقياس والأنظمة القابلة للتكامل، ولأثر عملها الأساسي على التحليل والهندسة والفيزياء الرياضية" |
| 2020  | هيليل فورشتنبرغ           | Hillel (Harry) Furstenberg | إسرائيل / الولايات المتحدة   | الجامعة العبرية في القدس                                   | "للريادة في استخدام الأساليب من الاحتمال والديناميكيات في نظرية الزمر ونظرية الأعداد والتوافقيات"                                                                 |
| 2020  | غريغوري مارغوليس          | Grigory Margulis           | الولايات المتحدة / روسيا     | جامعة ييل                                                  | "للريادة في استخدام الأساليب من الاحتمال والديناميكيات في نظرية الزمر ونظرية الأعداد والتوافقيات"                                                                 |
| 2021  | لازلو لوفاز               | Laszlo Lovasz              | المجر / الولايات المتحدة     | جامعة أوتفوش لوراند                                        | "لمساهماتهم التأسيسية في علوم الحاسوب النظرية والرياضيات المتقطعة، ودورهم الرائد في تشكيلها في المجالات المركزية للرياضيات الحديثة"                               |
| 2021  | آفي ويغرسون               | Avi Wigerson               | الولايات المتحدة / إسرائيل   | معهد الدراسات المتقدمة                                     | "لمساهماتهم التأسيسية في علوم الحاسوب النظرية والرياضيات المتقطعة، ودورهم الرائد في تشكيلها في المجالات المركزية للرياضيات الحديثة"                               |
| 2022  | دنيس سوليفان              |                            | الولايات المتحدة             | مجمع الدراسات العليا جامعة ستوني بروك                      | "لمساهماته الرائدة في الطوبولوجيا بمعناها الواسع، وعلى وجه الخصوص جوانبها الجبرية والهندسية والديناميكية"                                                         |
| 2023  | لويس كافاريلي             |                            | الولايات المتحدة / الأرجنتين | جامعة تكساس في أوستن                                       | "لمساهماته الأساسية في نظرية الانتظام للمعادلات التفاضلية الجزئية غير الخطية بما في ذلك مسائل الحدود الحرة ومعادلة مونج-أمبير"                                    |
| 2024  | ميشيل تالجراند            |                            | فرنسا                        | المركز الوطني الفرنسي للبحث العلمي                         | "لإسهاماته الرائدة في نظرية الاحتمالات والتحليل الدالي، مع تطبيقات متميزة في الفيزياء الرياضية والإحصاء"                                                          |
| 2025  | ماساكي كاشيوارا           | Masaki Kashiwara           | اليابان                      | معهد أبحاث العلوم الرياضية                                 | «لإسهاماته الجوهرية في التحليل الجبري ونظرية التمثيل، لا سيما تطوير نظرية وحدات-دي واكتشاف القواعد البلورية»                                                      |

## وصلات خارجية
- جائزة أبيل على موقع ماثوورلد.